# Haram
Haram (en árabe: حَرَام‎, romanizado: ḥarām, lit. 'prohibición', AFI: /ħɑˈrɑːm/) es, en el islam, una palabra árabe que, según el contexto, describe algo prohibido o algo sagrado. En el islam, lo contrario es halal.
También es una palabra que se utiliza en la liturgia hebrea.

## Significado
El significado de la palabra es ambiguo.
- Por un lado, haram describe todas las cosas y hechos que en el Islam están prohibidos. Las prohibiciones mundanas se aluden con la palabra árabe ([mam'nuːʕ] ممنوع),

- - La palabra «harén» viene de la palabra haram y significa el área prohibida donde vive la señora de la casa. En un apartamento puede ser una habitación y en un palacio una área con varias casas. Al harén solamente tienen acceso mujeres, el esposo y los hijos.

- Por otro lado, significa algo sagrado, intocable, por ejemplo, un santuario. Ejemplos:

- - La casa intocable (البيت الحرام) al-bait al-haram, que refiere toda la instalación de la mezquita de La Meca con la Kaaba;

- - Los dos santuarios (الحرمين, al-haramain) que se refiere a las mezquitas de La Meca y Medina;

- - El santuario noble (الحرم الشريف al-haram asch-scharīf), que se refiere a la montaña del templo en Jerusalén.

## Tipos del haram
Según el Corán, hay dos tipos de las cosas que se pueden haram:
الحرام لذاته, al-ḥarām li-ḏātihi: Prohibido debido a la esencia y el daño que causa a una persona.
El adulterio, el asesinato, el robo.
الحرام لغيره, al-ḥarām li-ġayrihi: Prohibido debido a las razones externas que no son fundamentalmente dañinas pero están asociadas a algo que está prohibido.
El dinero ganado por el adulterio, el robo, interés, corrupción, y algo que causa el daño a una persona.